# サリザーノ
サリザーノ（伊: Salisano）は、イタリア共和国ラツィオ州リエーティ県にある、人口約480人の基礎自治体（コムーネ）。

## 地理

### 位置・広がり
リエーティ県のコムーネ。県都リエーティから南南西へ18kmの距離にある。

#### 隣接コムーネ
隣接するコムーネは以下の通り。
- カステルヌオーヴォ・ディ・ファルファ
- モンペーオ
- モンテ・サン・ジョヴァンニ・イン・サビーナ
- モントーポリ・ディ・サビーナ
- ポッジョ・カティーノ
- ポッジョ・ミルテート
- ロッカンティーカ

### 気候分類・地震分類
サリザーノにおけるイタリアの気候分類 (it) および度日は、zona E, 2202 GGである。
また、イタリアの地震リスク階級 (it) では、zona 2B (sismicità media) に分類される。